# Papillaria deppei
Papillaria deppei là một loài Rêu trong họ Meteoriaceae. Loài này được (Hornsch. ex Müll. Hal.) A. Jaeger miêu tả khoa học đầu tiên năm 1877.